# Диано д'Алба
Диа̀но д'А̀лба (на италиански: Diano d'Alba; на пиемонтски: Dian, Диан) е малко градче и община в Северна Италия, провинция Кунео, регион Пиемонт. Разположено е на 496 m надморска височина. Населението на общината е 3460 души (към 2010 г.).